# Dorcadion ledereri
Dorcadion ledereri är en skalbaggsart som beskrevs av Thomson 1865. Dorcadion ledereri ingår i släktet Dorcadion och familjen långhorningar.
Artens utbredningsområde är Iran. Inga underarter finns listade i Catalogue of Life.